# Richard Wilbur
Richard Purdy Wilbur (New York, 1º marzo 1921 – Belmont, 14 ottobre 2017) è stato un poeta statunitense.Nel 1987 è stato nominato Poeta Laureato degli Stati Uniti ed ha vinto per due volte il Premio Pulitzer per la poesia, nel 1957 e 1989.

## Biografia
Wilbur è nato a New York ed è cresciuto a North Caldwell, in New Jersey. Si è laureato all'Amherst College nel 1942 ed ha quindi prestato servizio nell'esercito durante la seconda guerra mondiale,dal 1943 al 1945. Dopo il periodo nell'esercito e la scuola di perfezionamento seguita all'Università Harvard, Wilbur ha insegnato per vent'anni alla Wesleyan University e per altri dieci allo Smith College. Ha insegnato all'Amherst College dal 2008 al 2014. Nel 1942, dopo la laurea, ha sposato Charlotte Hayes Ward, che all'epoca era una studentessa presso il vicino Smith College.

### Carriera
Wilbur pubblicò la sua prima poesia sul John Martin's Magazine quando aveva solo 8 anni. Il suo primo libro, The Beautiful Changes and Other Poems, uscì nel 1947. Da allora ha pubblicato diversi libri di poesia , tra cui New and Collected Poems (1989). Wilbur è anche un traduttore, specialista del francese del XVII secolo e ha curato le traduzioni delle commedie di Molière e dei drammi di Jean Racine. La sua versione de Il Tartufo è diventata il testo standard adottato nelle versioni inglesi della commedia.
Proseguendo nella tradizione di Robert Frost e W. H. Auden, la poesia di Wilbur trova la propria ispirazione nelle esperienze della vita di tutti i giorni.
Meno nota è l'attività di Wilbur come paroliere. Nel 1956 ha scritto i testi di diversi brani del musical di Leonard Bernstein Candide, tra cui le celebri Glitter and Be Gay e Make Our Garden Grow.
Tra i premi vinti si ricordano il Premio Pulitzer per la poesia e il National Book Award, entrambi nel 1957, il Premio Edna St. Vincent Millay, il Premio Bollingen e l'Ordre National des Palmes Academiques. Nel 1987 Wilbur è diventato il secondo poeta, dopo Robert Penn Warren, ad essere nominato Poeta Laureato degli Stati Uniti dopo che il titolo era stato cambiato da Consulente per la poesia. Nel 1989 ha vinto un secondo Pulitzer, questa volta per la sua raccolta New and Collected Poems. Nel 2006 Wilbur ha vinto il Ruth Lilly Poetry Prize.

## Opere

### Poesia
- The Beautiful Changes, and Other Poems (1947)
- Ceremony, and Other Poems (1950)
- A Bestiary (1955)
- Things of This World (Harcourt, 1956) Premio Pulitzer per la poesia 1957 National Book Award 1957
- Advice to a Prophet, and Other Poems (1961)
- Walking to Sleep: New Poems and Translations (1969)
- The Mind-Reader: New Poems (1976)
- New and Collected Poems (Harcourt Brace Jovanovich, 1988) Premio Pulitzer per la poesia 1989
- Mayflies: New Poems and Translations (2000)
- Collected Poems, 1943–2004 (2004)

### Prosa
- Responses: Prose Pieces, 1953–1976 (Harcourt, 1976)
- The Catbird's Song: Prose Pieces, 1963–1995 (Harcourt, 1997)